# Bakary Sako
Bakary Sako (Ivry-sur-Seine, 26 aprile 1988) è un calciatore francese naturalizzato maliano, attaccante o ala del 93 BBG.

## Carriera

### Club
Sako ha iniziato la propria carriera nel Châteauroux, nella stagione 2005-2006 della Ligue 2 subentrando a fine partita contro il Bastia (partita vinta per 4-1). Precedentemente aveva militato per cinque anni nelle giovanili della squadra. Il 9 luglio 2009 è passato al Saint-Étienne, con cui ha firmato un contratto quadriennale.

### Nazionale
Sako ha disputato una partita con il Mali Under-17 nel 2005. Nel 2009 ha giocato con l'Under-21 francese e ha segnato contro il Qatar il suo primo gol.
Viste le non convocazioni da parte della Francia, il 5 marzo 2014 esordisce con la nazionale maggiore del Mali.